# 占吉山
占吉山是位於俄羅斯和格魯吉亞接壤的山峰，屬於高加索山脈的一部分，山坡被冰川覆蓋，是登山運動的熱門地點，海拔高度5,085米，是格鲁吉亚第二高峰，僅次於什哈拉山。